# ماجدالينا مارغريتا ستينبوك
ماغدالينا مارغريتا ستينبوك (19 يونيو 1744 - 18 يوليو 1822) فنانة سويدية، كانت عضواً فخرياً في الأكاديمية الملكية السويدية للفنون (1795).
كانت ابنة كل من الكونت غوستاف ليونارد ستينبوك وفريدريكا إليونورا هورن أف إيكيبيهولم، تزوجت عام 1761 من البارون العام إريك يوليوس سيدريهيلم. خدمت كوصيفة لملكة السويد صوفيا ماغدالينه الدنماركية، وصفتها الملكة هيدفيغ إليزابيث شارلوت من هولشتاين-غوتورب في مجلتها الشهيرة بأنها حيوية وحازمة.